# Luz (canción)
«Luz» es una canción y sencillo del grupo musical de Argentina Ciro y los Persas, incluida es su tercer álbum de estudio y primer doble titulado Naranja persa de 2016. Fue lanzada como sencillo el 16 de diciembre de 2016.

## Video musical
El video musical muestra imágenes del concierto del grupo en el Estadio José Amalfitani el 19 de noviembre de 2016, frente a más de 42 mil personas. Fue dedicado a todos sus fanes.

## Formación
- Andrés Ciro Martínez: Voz.
- Joao Marcos Cezar Bastos: Bajo.
- Juan Manuel Gigena Ábalos: Guitarra.
- Rodrigo Pérez: Guitarra.
- Julián Isod: Batería.